# Tinh Nhật Mã

Chòm sao Tinh Tú

Tinh tú (星宿) hay Sao Tinh, là một trong hai mươi tám chòm sao Trung Quốc cổ đại (nhị thập bát tú). Nghĩa đen của tên gọi này là ngôi sao và con vật tượng trưng là ngựa. Nó là một trong 7 chòm sao thuộc về Chu Tước ở phương Nam, tượng trưng cho Hỏa của Ngũ hành và mùa hè .T

## Quần sao
| Hán-Việt    | Trung | Chòm sao         | Số lượng sao | Ý nghĩa                               |
| ----------- | ----- | ---------------- | ------------ | ------------------------------------- |
| Tinh        | 星    | Trường Xà        | 7            | Thất tinh, đại biểu cho y phục.       |
| Thiên Tướng | 天相  | Lục Phân Nghi    | 3            | Thừa tướng.                           |
| Thiên Tắc   | 天稷  | Thuyền Phàm      | 5            | Lúa trời, quan phụ trách nông nghiệp. |
| Hiên Viên   | 軒轅  | Sư Tử/Thiên Miêu | 17           | Hoàng Đế.                             |
| Ngự Nữ      | 御女  | Sư Tử            | 1            | Người hầu nữ của Hoàng Đế.            |
| Nội Bình    | 御女  | Tiểu Sư          | 4            | Quan quản lý pháp luật, pháp quan.    |